# Néphélométrie
Ne doit pas être confondu avec Néphélémétrie.
La néphélométrie est une des techniques de mesure de la teneur de particules en suspension ou de la turbidité d'un milieu (respectivement gazeux ou liquide). Elle fait partie de la photométrie des milieux troubles. Elle consiste à mesurer la lumière diffusée à 90° d'angle par rapport à la lumière incidente. L'instrument utilisé pour faire les mesures est le néphélomètre. Il est généralement constitué d'une source de lumière blanche ou de lumière infrarouge.
La néphélométrie et la néphélémétrie sont deux techniques différentes, mais apparentées par les appareils utilisés.

## Utilisations

### Milieux gazeux

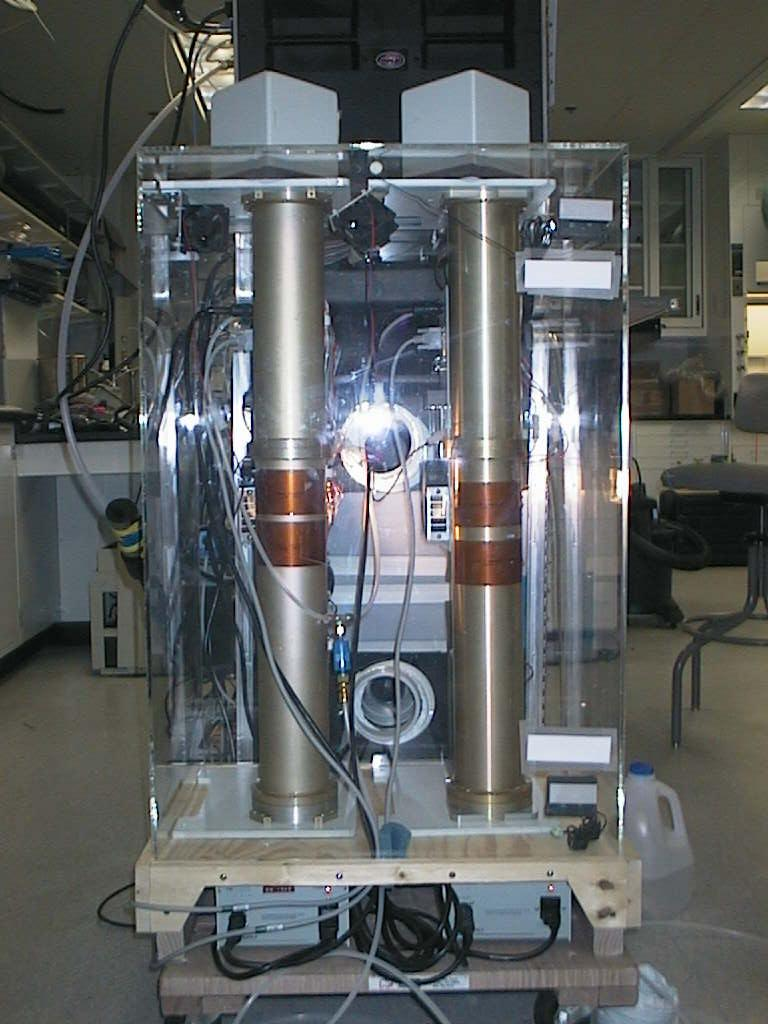
Un néphélomètre de la NOAA à Kosan, île de Jeju-do, Corée du Sud

Des analyseurs de poussières en temps réel permettent d'analyser le taux de particules en suspension ou plus précisément la concentration massique des poussières en suspension dans l'air (air intérieur, locaux industriels, mines, carrières, etc.) ou dans un autre gaz. Certains appareils permettent par l'adjonction d'une centrifugeuse de séparer dans l'échantillon les particules par catégories de tailles afin de mesurer différentes fractions réglementaires. On pourra ainsi mesurer :
- poussières totales ;
- PM-10 parfois dites "thoraciques" ;
- PM-4 dites poussières alvéolaires car pénétrant plus profondément les poumons ;
- PM-2,5.

Le sigle PM veut dire matières particulaires et provient de l'anglais Particulate Matter. 
Les analyseurs modernes ajustent automatiquement le débit d'aspiration selon le seuil granulométrique désiré et pour compenser les effets d'éventuelles variations de température, d'hygrométrie ou de pression atmosphérique.  

### Milieux liquides
La néphélométrie est fréquemment utilisée pour contrôler la qualité de l'eau, par exemple dans le traitement des eaux.  L'unité de mesure de la turbidité par la technique néphélométrique est l'UTN (Unité de Turbidité Néphélométrique) ou en langue anglaise NTU (Nephelometric Turbidity Unit). 
Classes de turbidité usuelles :
- NTU < 5 →       eau claire
- 5 < NTU < 30 →  eau légèrement trouble
- NTU > 50 →      eau trouble

## Néphélométrie à ratio
Lorsqu'un échantillon est coloré, une partie de la lumière provenant de la source de l'instrument est absorbée et la valeur lue en est alors biaisée. Cette variante de la technique néphélométrique consiste à mesurer le ratio entre la lumière diffusée à 90° et la lumière transmise. Ceci minimise l'effet de la coloration de l'échantillon sur la mesure de la turbidité. 